# Де Йоде, Корнелис
Корнелис де Йоде (нидерл. Cornelis de Jode; 1568, Антверпен — 17 октября 1600, Монс) — фламандский рисовальщик-орнаменталист, гравёр, картограф, и издатель эпохи «Золотого века Нидерландов». Представитель известной семьи фламандских живописцев и гравёров де Йоде.

## Биография
Корнелис был сыном и учеником гравёра, картографа и издателя Геррита (Жерара) де Йоде, братом Питера де Йоде Старшего и дядей Питер де Йоде Младшего.

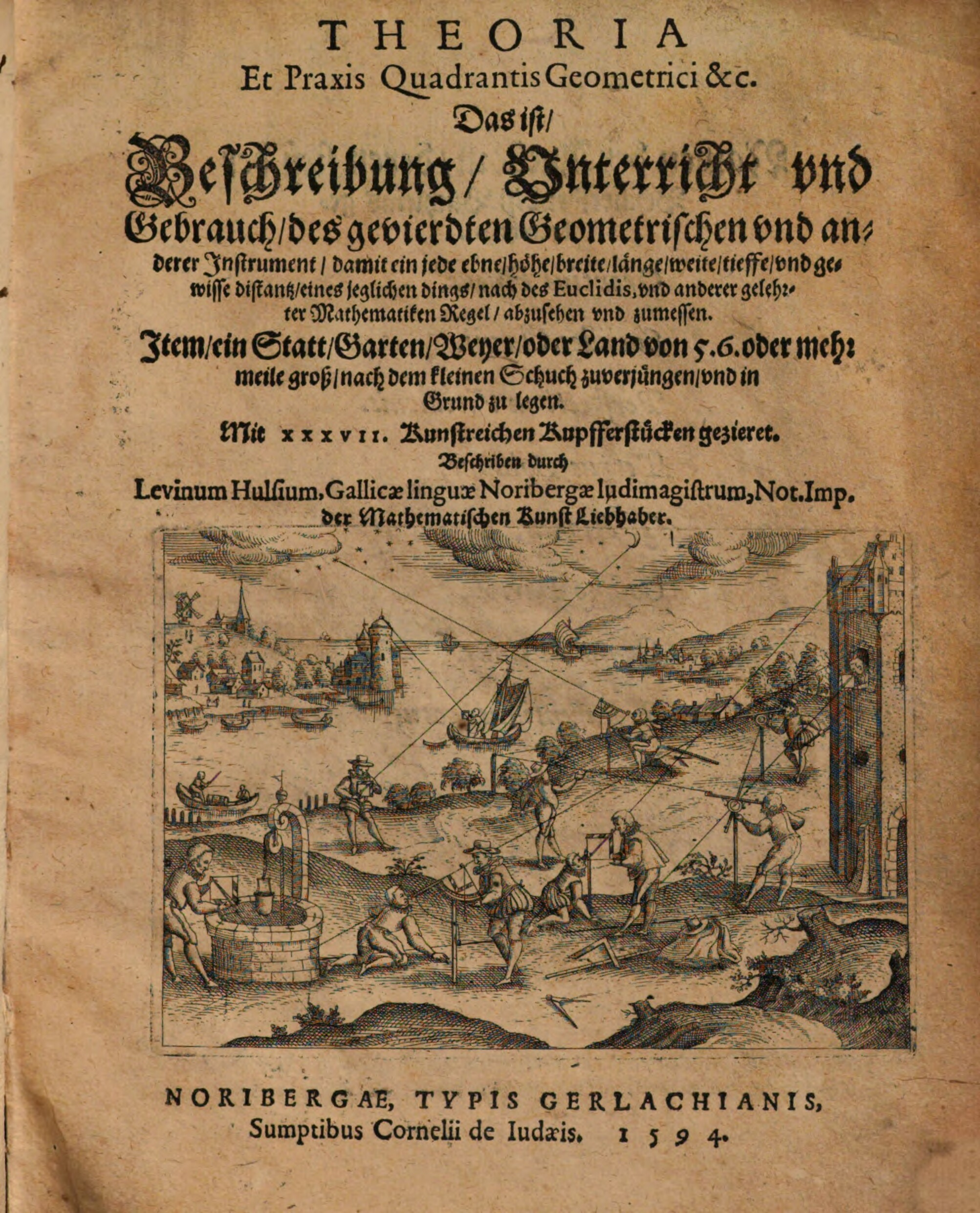
К. Де Йоде. Титульный лист издания «Теория и практика геометрического квадранта» (Theoria Et Praxis Quadrantis Geometrici). 1594

Образование математика и геометра получил в университете Дуэ. После смерти отца в 1591 году, Корнелис де Йоде взял на себя работу над незавершённым атласом географических карт отца, который он в конце концов опубликовал в 1593 году под названием «Speculum Orbis Terrae» (Зеркало стран мира), улучшенное и увеличенное издание с 65 до 109 карт. Для нового издания Корнелис взял более 50 карт из первого издания 1578 года и дополнил их новыми, например, картами Китая и некоторых частей Америки. Тогда же он опубликовал «Quiviræ Regnum cum aliis» и «Boream» из «Зеркала стран мира». Одна из карт является одним из самых ранних изображений западного побережья Северной Америки и основана на карте мира Петра Планциуса, опубликованной в 1592 году.
В 1594 году Корнелис опубликовал трактат по геометрии «Теория и практика геометрического квадранта» (Theoria Et Praxis Quadrantis Geometrici). Когда Корнелис де Йоде преждевременно скончался в возрасте тридцати двух лет, издатель из Антверпена Хоан Батиста Вриент (Joan Baptista Vrient) выкупил печатные формы «Speculum Orbis Terræ». Поскольку ранее Вриент приобрёл печатные формы знаменитого атласа «Theatrum Orbis Terrarum» Абрахама Ортелия, пользовавшегося значительным успехом, можно предположить, что Вриент купил печатные формы де Йоде исключительно для того, чтобы избежать нежелательной конкуренции.
В 1595 году Корнелис де Йоде членом Гильдии Святого Луки в Антверпене. Из его эпитафии мы знаем что, перед своей преждевременной смертью Корнелис де Йоде был одним из довольно редких картографов, которые много путешествовали, посетил Норвегию, Данию, Исландию, Испанию и Италию. Кроме издательской деятельности и картографирования, Корнелис де Йоде является автором многих гравюр на исторические и библейские сюжеты.

## Галерея

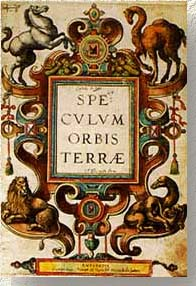
Speculum Orbis Terrae. Антверпен, 1593
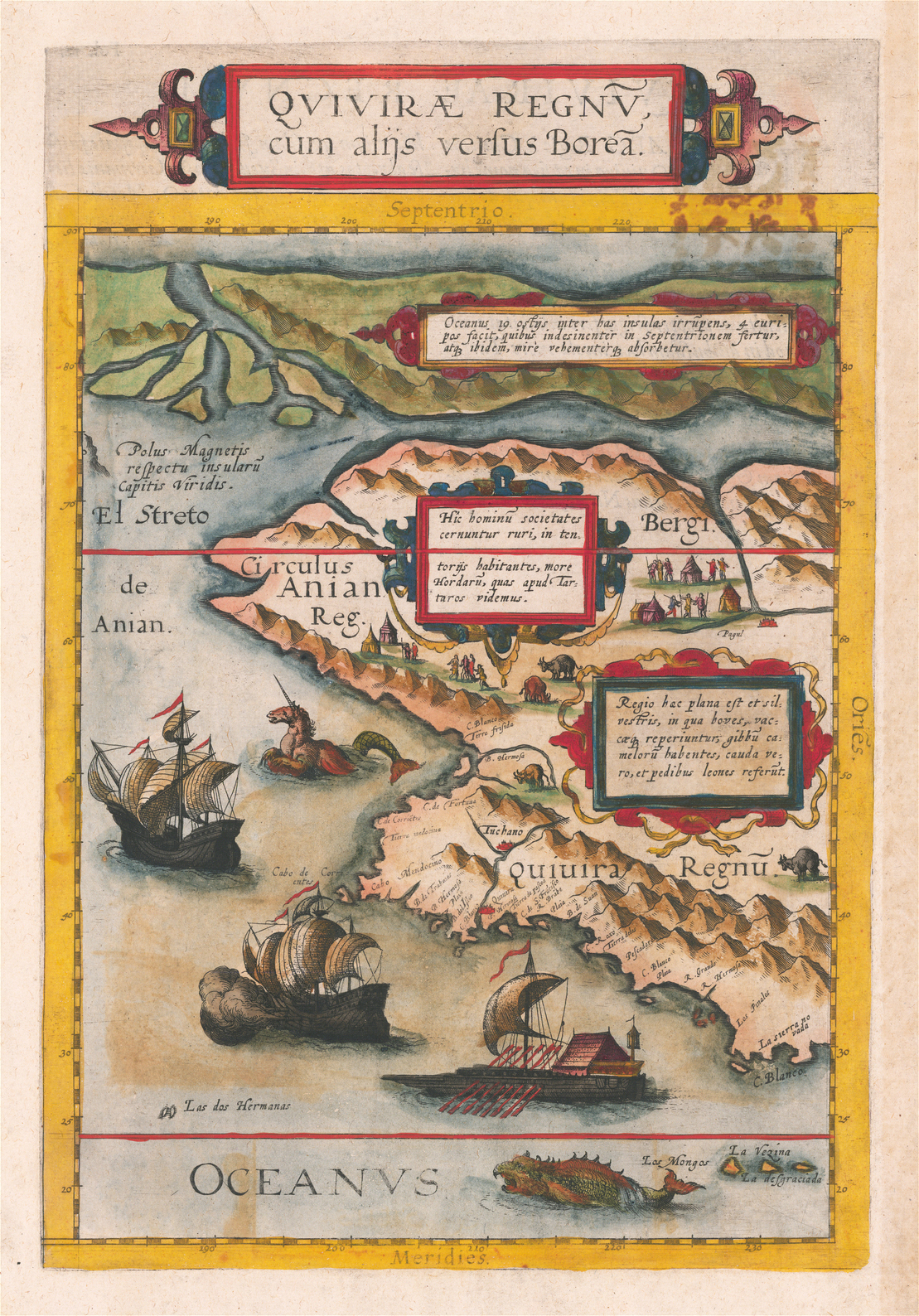
Quiviræ Regnum cum aliis versus Boream. Самая ранняя печатная карта северо-западного побережья Северной Америки. 1593
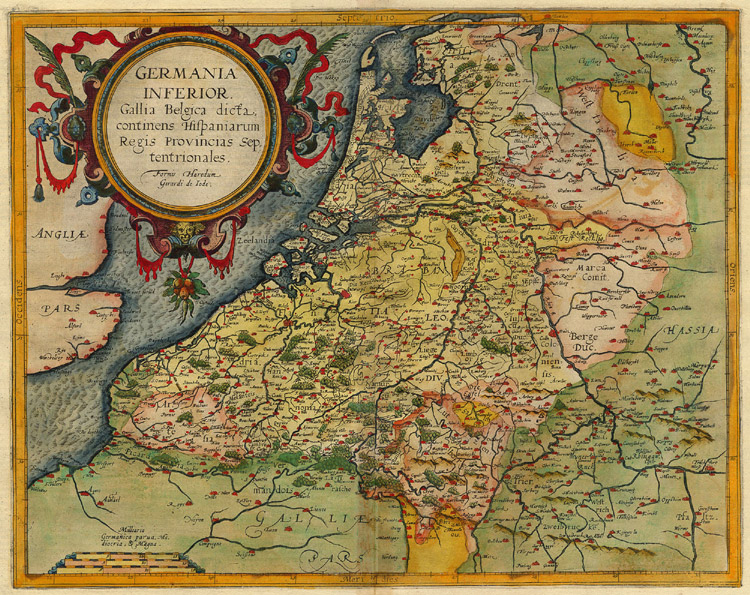
Карта Нидерландов. Название: Нижняя Германия (Gallia Belgica Dicta; размер: 34,5 х 43,5 см). 1593
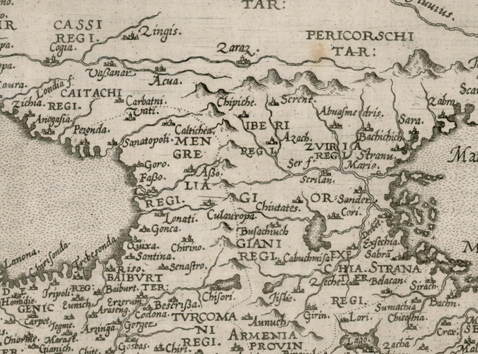
Cornelis De Jode. «Подробное описание Первой Части Азии…» (Primae Partis Asiae accurata delineatio), или Карта Кавказа. 1579
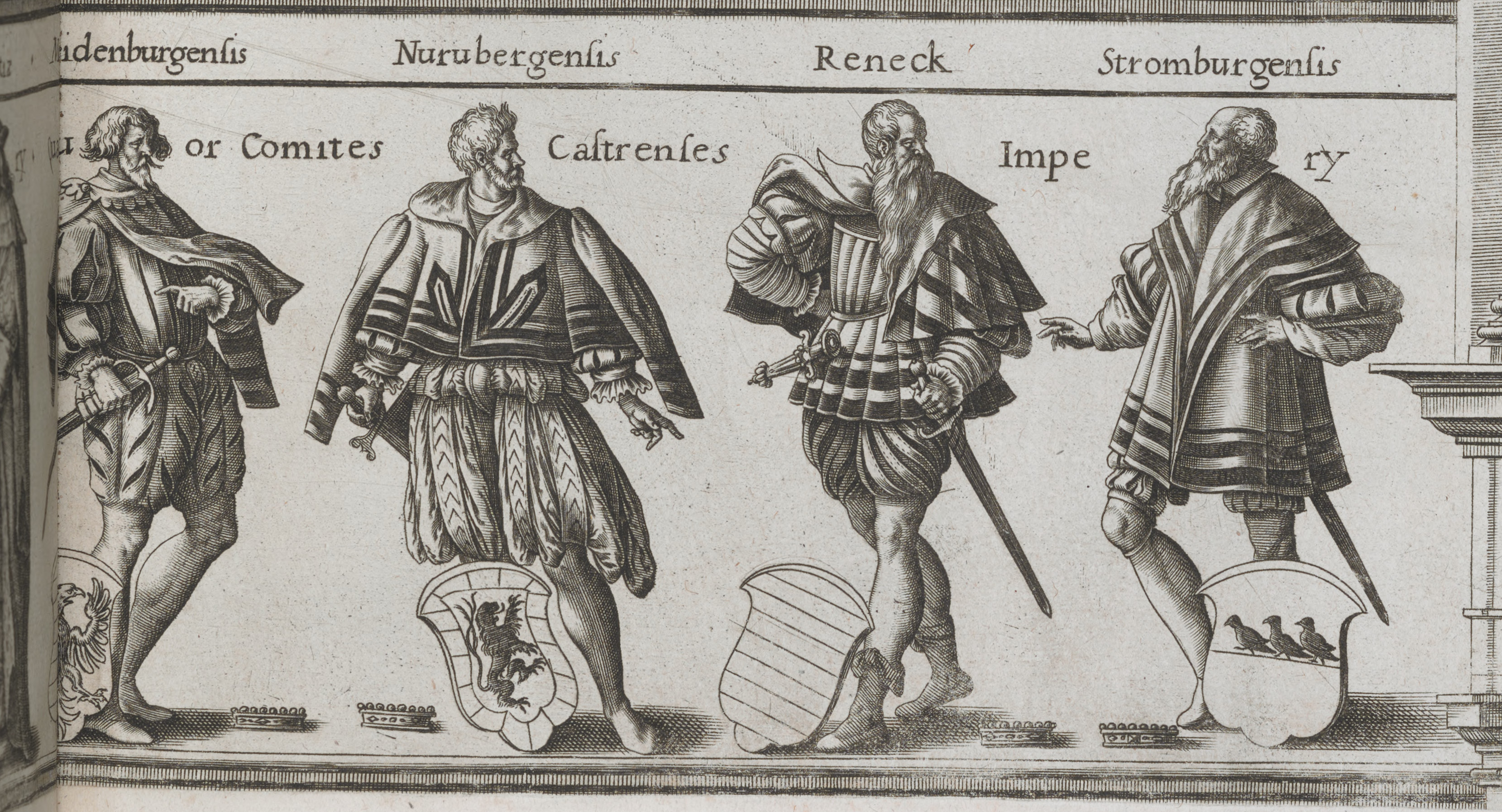
Speculum Orbis Terrae. Изображения бургграфов (Магдебург, Нюрнберг, Райнек и Стромберг)
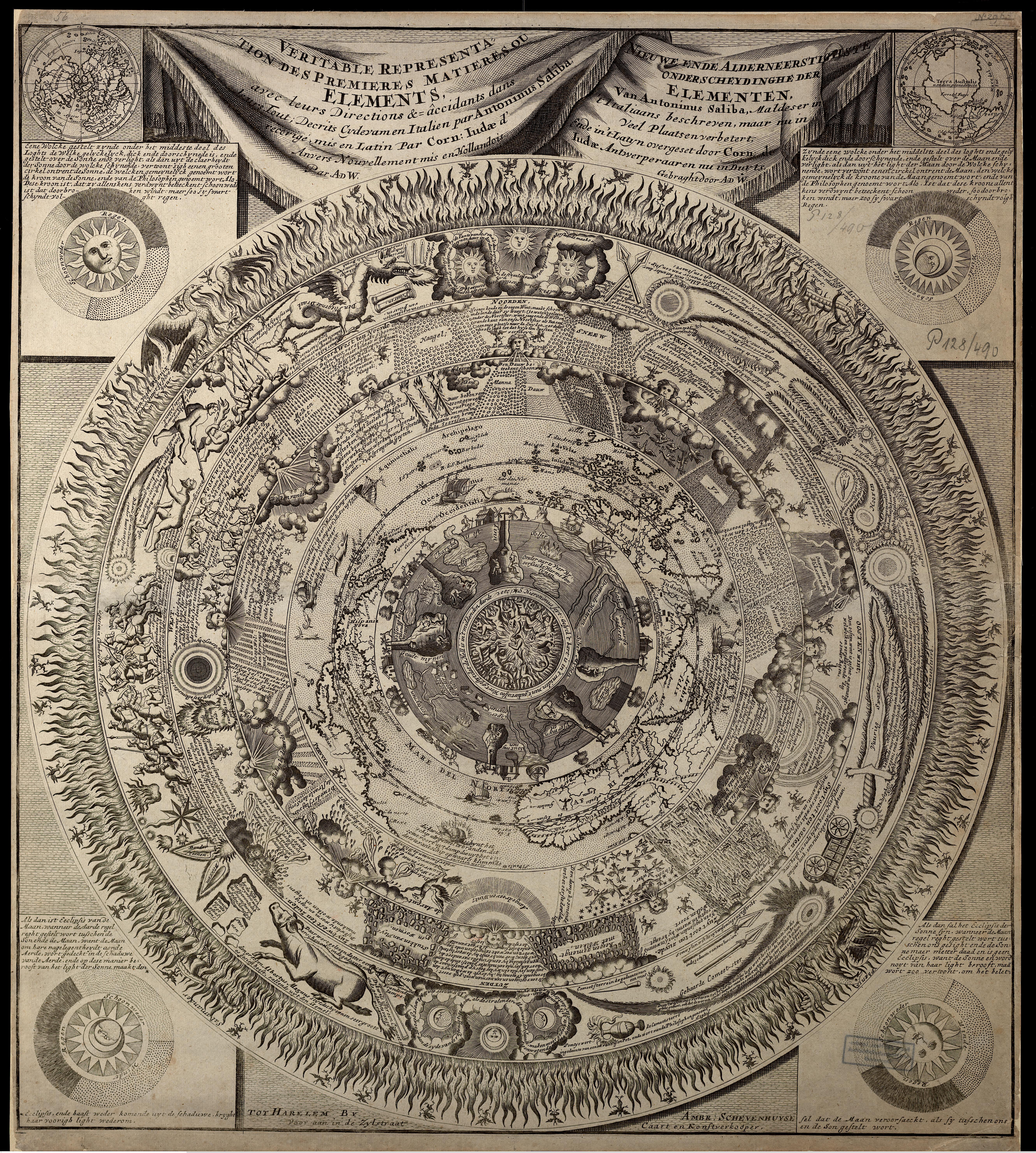
Истинное представление первоматерии, или элементов. Харлем, ок. 1600